# Tephrochlamys laeta
Tephrochlamys laeta är en tvåvingeart som först beskrevs av Johann Wilhelm Meigen 1830.  Tephrochlamys laeta ingår i släktet Tephrochlamys och familjen myllflugor. Arten är reproducerande i Sverige. Inga underarter finns listade i Catalogue of Life.